# 국제문화대학원대학교
국제문화대학원대학교(國際文化大學院大學校, Korea International Culture University of Graduate)는 충청남도 청양군에 위치하였던 대학원대학교로, 대한민국의 국제 대학교 중 하나였다. 영문 이니셜은 KICU이었다.

## 연혁
- 2003년 10월 28일 : 학교법인 국제문화대학원대학교 설립
- 2004년 4월 8일 : 학교 설립[1]
- 2014년 2월 28일 : 10년만에 폐교[2]

## 과정

### 석사
- 영재사회교육, 학습코칭, 영어학습코칭, 사회복지학, 자연치유문화교육, 체육문화행동과학교육, 미래전략교육, 창조이미지경영교육, 새마을지역사회개발교육, 국제융합경영학, 상담심리학, 다문화한국어교육 등

### 박사
- 교육학 박사 (사회교육학 분야 및 상담심리교육 각 전공)

## 부속/부설기관
산학협력단
부속기관
- 국제문화대신문사
- 도서관
- 출판부

부설기관
- 국제어학센터
- 미국-중국 교육-문화 교류 센터
- 원격교육아카데미
- 청양-서천 사회교육원